# مادر من، پری دریایی
مادر من، پری دریایی (کره‌ای: 인어공주؛ انگلیسی: My Mother, the Mermaid) یک فیلم درام سال ۲۰۰۴ کره جنوبی است و دربارهٔ زن جوانی است که به گذشته منتقل می‌شود و دوران نامزدی پدر و مادرش را می‌بیند.

## بازیگران
- جون دو یون در نقش کیم نا یونگ / جو یون سون
- پارک هه ایل در نقش کیم جین گوک
- گو دو شیم در نقش جو یون سون